# ピアッジェ
ピアッジェ（イタリア語: Piagge）は、イタリア共和国マルケ州ペーザロ・エ・ウルビーノ県テッレ・ロヴェレスケにある、かつては独立した基礎自治体（コムーネ）であったが、2017年1月1日にバルキ、オルチャーノ・ディ・ペーザロ、サン・ジョルジョ・ディ・ペーザロと合併して新自治体の一部となった。

## 地理

### 位置・広がり

#### 隣接コムーネ
コムーネとしてのピアッジェは、以下のコムーネと隣接していた。
- カルトチェート
- ファーノ
- モンダーヴィオ
- モンテマッジョーレ・アル・メタウロ
- サン・コスタンツォ
- サン・ジョルジョ・ディ・ペーザロ